# Дубовская, Роза
Роза Чановская, более известная как Роза Дубовская (исп. Rosa Dubovsky; ок. 1885, Российская империя — 1972, Буэнос-Айрес, Аргентина) — анархо-феминистская и анархо-синдикалистская активистка русско-еврейского происхождения в Аргентине.
Она принимала активное участие в Аргентинской региональной федерации рабочих (FORA) и в основании библиотеки Эммы Гольдман.

## Биография

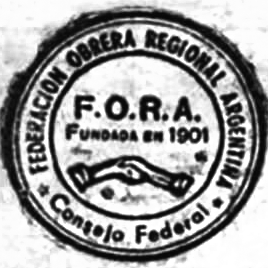
Роза Дубовская работала в FОRА с 1907 по 1972 год.

Роза Чановская родилась в еврейской семье в Российской империи.
В 1905 году её муж Адольф Дубовский участвовал в беспорядках, приведших к русской революции 1905 года. Роза оказалась вовлеченной в анархистское движение.
Адольф и Роза эмигрировали из России через Турцию, а оттуда Роза перебралась во Францию, а Адольф — в Буэнос-Айрес.
В 1907 году семья воссоединились в Росарио, Санта-Фе.
Дубовская работала мастером по изготовлению шляп, а её муж работал на железной дороге. Она была связана с организацией женских групп с воинствующим анархистским движением в Аргентине.
В Аргентине она основала библиотеку Эммы Гольдман, специализирующуюся на женских проблемах.
В начале 1900-х годов она помогала организовывать женщин-заводчиц со спичечной фабрики. После государственного переворота 1930 года в Аргентине Дубовская, её муж и их шестеро детей бежали в Буэнос-Айрес, где в 1934 году умер её муж. Дубовская стала работать в обивочной промышленности.
Она была связана с FORA и Аргентинской либертарной федерацией до своей смерти в 1972 году.
Её дочь Сара также была вовлечена в женское анархистское движение

## Примечание
1. ↑  Deutsch, Sandra McGee. Argentina: Jewish Women. Jewish Women's Archive (1 марта 2009). Дата обращения: 23 сентября 2016. Архивировано 17 октября 2020 года.
2. ↑  Dubovsky, Rosa (18?-1972) nee Chanovsky. libcom.org. Дата обращения: 23 сентября 2016. Архивировано 17 октября 2020 года.
3. ↑  Bellucci, Mabel (1994). «Anarquismo y feminismo. El movimiento de mujeres anarquistas con sus logros y desafíos hacia principios de siglo». Todo es Historia. abril (321): 66-67.
4. ↑  Mendes, 2014, p. 234.